# Butuci, Prahova
Butuci este un sat în comuna Sângeru din județul Prahova, Muntenia, România.